# Pohlavní rozmnožování

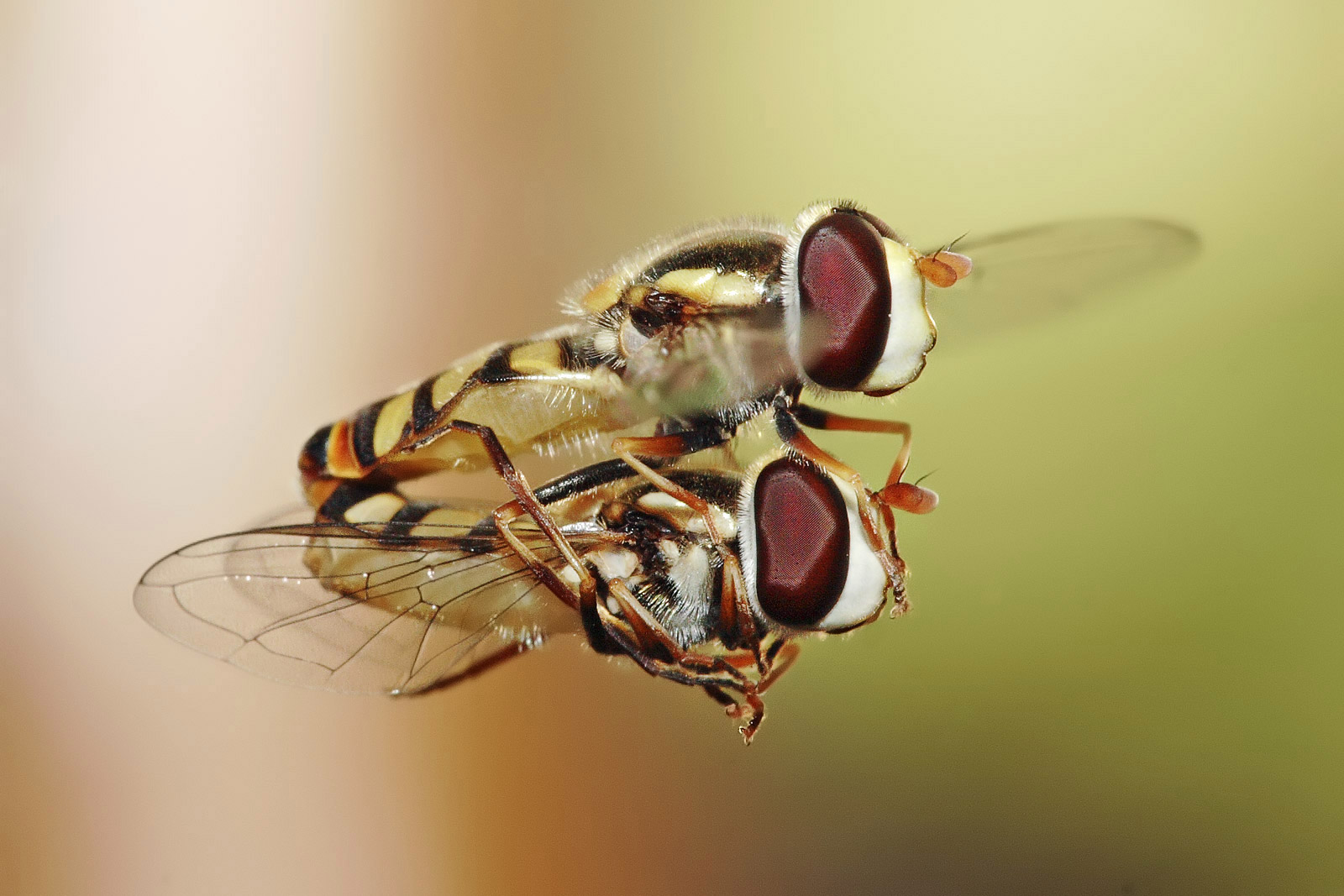
Pestřenky na květu zachycené během kopulace, důležité fáze pohlavního rozmnožování

Pohlavní rozmnožování je biologický proces, během nějž vzniká nový jedinec splynutím pohlavních buněk zpravidla dvou různých organismů (výjimečně jednoho). Pohlavní rozmnožování či alespoň nějaká forma sexuality (bakteriální horizontální výměna genetické informace) se vyskytuje téměř u všech skupin organismů na Zemi (jednou z mála výjimek jsou např. vířníci ze skupiny Bdelloidea).

## Průběh
Pohlavní rozmnožování má tedy minimálně dvě fáze: produkci pohlavních buněk a jejich splynutí (tzv. oplodnění). Jinak mezi produkci pohlavních buněk a jejich splynutí může být vložen ještě tzv. gametofyt. Po oplodnění může následovat ještě nějaká forma péče o potomstvo (březost, hlídání mláďat, krmení mláďat, vyživování oplodněného vajíčka mateřskou rostlinou…).
U rostlin se mohou rozmnožovací buňky (u rostliny vajíčko, pyl) často nacházet na stejném jedinci, nebo přímo v témž květu. Takové květy jsou nazývány oboupohlavnými, nebo jednodomými. Jedinci s oběma druhy buněk jsou označovány jako jednodomé rostliny. Opakem jednodomých rostlin jsou dvoudomé u kterých rozlišujeme samčí a samičí jedince. Živočichové s jedním druhem pohlavních buněk (u živočichů vajíčko, spermie) se nazývají samec a samice. Toto rozdělení je považováno za vývojově revoluční a pokrokové. Zajímavostí je, že se od sebe samčí a samičí jedinci někdy významně liší i tvarově, zbarvením a velikostně. Takové rozdíly nazýváme pohlavní dimorfismus.

## Výhody

Diagram znázorňující rychlou evoluci genů u pohlavně se rozmnožujících, a tedy diploidních organismů: jedna z mnoha hypotéz o výhodách sexu

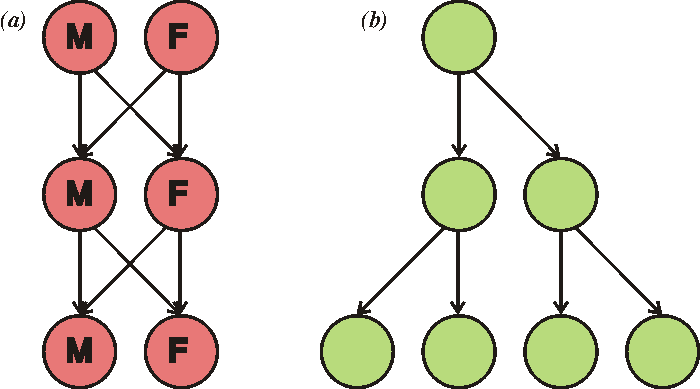
Dvojnásobná cena sexu na diagramu vlevo, vpravo pro srovnání nepohlavní rozmnožování

To, že pohlavní rozmnožování v určité formě existuje u většiny druhů na Zemi, naznačuje, že zřejmě přináší organismům nějakou výhodu. Evidentně se jedná o evolučně stabilní strategii. Existuje nepřeberné množství hypotéz, jež se snaží vysvětlit vznik a přetrvání pohlavního rozmnožování. Rané úvahy považovaly sexualitu za zdroj evoluční proměnlivosti. Ve své původní formě jsou sice již tyto názory překonány (zásadní roli mají mutace), nicméně pohlavně se rozmnožující druhy by mohly mít díky segregaci a rekombinaci vyšší plasticitu (Smithův model božích mlýnů) či vyšší polymorfismus populací. Taktéž model životem kypícího břehu předpokládá vysoký polymorfismus v pohlavně se rozmnožujících populacích a považuje ho za možnost, jak rozšířit ekologickou valenci druhu a být tak úspěšnější ve srovnání s nepohlavními jedinci. Podle některých hypotéz (tzv. model sysifovských genotypů) vede pohlavní rozmnožování (častěji než to nepohlavní) k vytvoření „elitních“ jedinců, kteří jsou výborně přizpůsobeni okamžitým podmínkám a dají vzniknout celé další generaci druhů (kteří však opět budou velice variabilní).
Pohlavní rozmnožování by mohlo být též prostředkem, jak udržet diploidii a mít tedy každý gen dvakrát (což je výhodné např. pro rychlou evoluci genů a udržování polymorfismu). Možná, že pohlavní rozmnožování omezuje vliv genetického draftu a umožňuje, aby se výhodná alela zbavila (díky rekombinaci) sousedství nevýhodných mutací. Jiné hypotézy předpokládají, že sexualita a s ní spojený vznik polymorfismu zastavuje Mullerovu rohatku, která by jinak vytvářela v genomech čím dál tím více subletálních mutací, proti nimž nepanuje dostatečná selekce. Jiná kategorie hypotéz uvažuje, že pohlavní rozmnožování zvyšuje tzv. inkluzivní zdatnost jedince (s ohledem na příbuzenský výběr): v tomto ohledu se proslavil model vlastního pokoje a model loterie.
Slavnou teorií vysvětlující vznik sexuality je také model negativní dědičnosti zdatnosti, který pracuje s konceptem červené královny. Podle tohoto modelu by mohlo být výhodné, aby se potomci co nejvíce lišili od svých rodičů a lépe tak např. unikli parazitům. Jiná skupina hypotéz považuje pohlavní rozmnožování za pouhou evoluční past, z níž už není úniku (např. v důsledku hromadění mutací či imprintingu). Zajímavý je také názor, že pohlavní rozmnožování je výhodné nikoliv pro daného jedince, ale z hlediska jeho cizopasníka nebo nějakého sobeckého genetického elementu.
Evolučními kořeny sexuality se rovněž podrobně zabývá kniha Matta Ridleyho Červená královna (nejnovější vydání v češtině Argo a Dokořán 2017). Jak už ukazuje název, autor preferuje „parazitické“ vysvětlení sexuality, ale představuje i další teorie (např. model loterie – Sciencemag, model sexu jako nástroje genových oprav – Osel atd.).